# Elicio de Bérriz
Elicio de Bérriz y Román (Santa Cruz de Tenerife, 23 de marzo de 1827-Madrid, 14 de mayo de 1901) fue un militar español. 
Es conocido por haber sofocado una sublevación separatista en Puerto Rico en 1868 y por haber sido Ministro de la Guerra de Don Carlos en 1875 y 1876, durante la tercera guerra carlista.

## Biografía
Era hijo de José de Bérriz y de Guzmán, Comandante de la Guardia Real de Caballería, que fue Corregidor e Intendente de Tarragona y de Canarias. Ingresó como Caballero Cadete de Artillería en el Real Alcázar de Segovia el día 15 de febrero de 1841 y ascendió a Subteniente alumno en 1845. Terminados los estudios reglamentarios, fue promovido a Teniente del Cuerpo en 1848 y destinado al tercer Regimiento de Artillería a pie.
Todavía no se había incorporado a su citado Cuerpo, por hallarse disfrutando licencia, cuando ya ganó el grado de Capitán peleando en Madrid el día 7 de mayo de 1848 contra los sublevados de los regimientos de Infantería de España y San Marcial.
En 1851 fue ascendido a Capitán y nombrado Secretario de la Subinspección de Artillería de las islas Filipinas. En 1854, encontrándose a la sazón en Sevilla con licencia por enfermo, ganó el grado de Comandante peleando a las inmediatas órdenes del Capitán General de Andalucía Félix Alcalá Galiano contra los revolucionarios de julio del citado año.

### Servicio en las Antillas
Tres meses después fue destinado a la Plana Mayor del Departamento de Puerto Rico, en donde se distinguió con motivo de la sublevación de la Brigada a que pertenecía, ocurrida en la noche del 13 de abril de 1855, pues el Comandante Bérriz penetró solo en el castillo y se mantuvo en fuego contra los sublevados hasta la llegada del Capitán General de la isla con fuerzas suficientes para obligar a los rebeldes a rendirse, brillante hecho de armas por el cual fue nombrado Caballero de la Real y Distinguida Orden de Carlos III. Poco después regresó a la Península, fue destinado al 5.º Regimiento de Artillería a pie y se batió nuevamente en Madrid contra los revolucionarios en las jornadas de julio de 1856.
Al año siguiente Bérriz fue nombrado Subdirector del Parque de Artillería de Zaragoza. En 1862 fue destinado al Ejército de la isla de Cuba. En 1863 fue nombrado Caballero de la Real y Militar Orden de San Hermenegildo. En febrero de 1864 embarcó para la isla de Santo Domingo, en cuya guerra tomó activa parte, distinguiéndose principalmente en las acciones de 20 de abril y de 17 de mayo, así como en la toma de Monte-Christi, en la que conquistó el empleo de Teniente Coronel al dirigir una carga a la bayoneta.
En octubre de 1864 Bérriz fue nombrado Director de la Maestranza de Artillería de Puerto Rico, cuyo cargo desempeñó hasta que le fue preciso volver con licencia por enfermo a la Península, en donde se batió por quinta vez contra los revolucionarios españoles en la memorable jornada del 22 de junio de 1866, en las calles de Madrid, a las inmediatas órdenes del Capitán General Marqués del Duero, obteniendo el grado de Coronel por el mérito que contrajo aquel día.
En 1867 fue agraciado con la Placa Blanca de la Real Orden del Mérito Militar. En septiembre del mismo año volvió a Puerto Rico para dirigir de nuevo la Maestranza de Artillería de dicha isla, hasta que el capitán general de la misma, Francisco de P. Pavía, le eligió, como jefe de acción y de pericia, para que pasase a Ponce con el cargo de Comandante Militar de dicho distrito, a fin de sofocar la insurrección separatista de Lares, lo cual consiguió el Coronel Bérriz con singular actividad, cogiendo prisioneros a todos los insurrectos, cuyos jefes fueron inmediatamente juzgados en Consejo de Guerra, con lo que se aseguró la tranquilidad pública, siendo por ello el Coronel Bérriz nombrado Comendador de la Real y Distinguida Orden de Carlos III y Corregidor del Departamento de Ponce, reuniendo así los dos mandos, el civil y el militar.
Por sus muchos y señalados servicios a España, en un oficio de 13 de mayo de 1870 el entonces capitán general de Puerto Rico José Laureano Sanz dijo al comandante general de Artillería de aquella antilla lo siguiente: 

Creo un deber de justicia manifestar á V. E. lo satisfecho que estoy de los servicios prestados á mis órdenes por el coronel de Artillería D. Elicio Berriz, de las excelentes cualidades de mando que ha demostrado, del acierto é inteligencia con que desempeña los cargos de Comandante Militar y Corregidor del Departamento de Ponce, y de la actividad y energía con que ha secundado mis disposiciones, contribuyendo notablemente á sostener el orden y la tranquilidad, amenazados, más de una vez por los enemigos de España.

El Coronel Bérriz fue premiado con la Encomienda de número de la Real y Americana Orden de Isabel la Católica. Sin embargo, en 1872 fue desterrado a la isla de Vieques por considerársele afecto al Carlismo, hacia el cual había sentido grandes simpatías desde la época de la conspiración que fracasó en San Carlos de la Rápita, ocasionando el fusilamiento del General Jaime Ortega, de quien había sido muy amigo el Coronel Bérriz, así como de su Secretario Pablo Morales y de su Ayudante de Campo Francisco Cavero.
Desde la isla de Vieques solicitó su retiro. Tras obtenerlo, se embarcó para Europa y se unió en Bayona con su sobrino, el entonces Comandante de Artillería Antonio de Brea (que más tarde llegó a ser jefe del Estado Mayor del Conde de Caserta), y ofreció su espada a Don Carlos, quien lo nombró comandante general de Artillería.

### Tercera guerra carlista
Durante la tercera guerra carlista Bérriz asistió a la batalla de Montejurra (con cuya medalla fue agraciado) y al sitio de Portugalete por el que se le concedió la Placa Roja de la Real Orden del Mérito Militar.
Ascendido a Brigadier, pasó a mandar una Brigada de Infantería, al frente de la cual se batió en la acción de Ontón y en la batalla de Somorrostro, en la que con los batallones 1.º de Álava, 2.º de Castilla, 5.° de Guipúzcoa y el vizcaíno de Marquina defendió heroicamente la posición llamada de El Cuadro, y viendo el Brigadier Bérriz comprometida su fuerza en un vigoroso ataque dado por el enemigo, se puso a la cabeza del Batallón 1.º de Álava y con una brillante carga a la bayoneta rechazó a las tropas liberales, conservando así las posiciones cuya defensa se le habla confiado, las cuales solamente desalojó al otro día, por orden del General carlista Martínez de Velasco, quien le mandó ocupar las situadas sobre Pucheta y el ferrocarril, en las cuales se sostuvo el Brigadier Bérriz en la batalla de San Pedro Abanto. En las operaciones de abril cubrió con su Brigada la retirada del Ejército carlista cuando el levantamiento del sitio de Bilbao, por el cual obtuvo la Gran Cruz Roja de la Real Orden del Mérito Militar y la Medalla de Vizcaya.
En septiembre de 1874 fue nombrado comandante general de Vizcaya el brigadier Bérriz, quien con tal motivo sostuvo los ventajosos combates de Ortuella y Algorta, atacó el fuerte de Ramales, entró en Guardamino, derrotó a los liberales en la acción de Arbolancha y dirigió las operaciones para la conquista del Castillo de Axpe, en el que entraron el día 12 de abril de 1875 ochenta carlistas mandados por el Teniente Coronel Eulogio de Isasi, cayendo en poder de éste la guarnición liberal del citado castillo, los dos cañones que lo artillaban y gran cantidad de pertrechos de guerra.
Ascendido Elicio de Bérriz a Mariscal de Campo y agraciado con la Medalla de Carlos VII, pasó al lado de Don Carlos en mayo de 1875, con el destino de Ayudante de Campo, y a mediados de aquel mismo año fue nombrado Secretario de Estado y del Despacho de Guerra, o sea Ministro de la Guerra.
Al cesar el General Bérriz en la Comandancia General carlista de Vizcaya fue honrado por la Comisión permanente de la Junta de Merindades del Señorío, presidida por José Niceto de Urquizu, con un Mensaje exponiéndole su profundo reconocimiento por el celo y acierto desplegados por el citado General durante el tiempo que ejerció el mando de la provincia.
El General Bérriz permaneció ya hasta el final de la última campaña al frente del Ministerio de la Guerra, logrando organizar dicha dependencia hasta el punto de llegar a tener corrientes los expedientes de todos los Jefes y oficiales del Ejército carlista del Norte, proveyéndoles de Reales Despachos, así como a gran parte de la oficialidad de los Ejércitos carlistas de Cataluña y del Centro. El 6 de enero de 1876 Don Carlos lo agració con el título de Marqués de Bérriz.

### Exilio y regreso a España
Al concluirse la guerra marchó el General Bérriz a Francia, acompañó a Don Carlos en algunos de sus viajes por Europa, y al regresar al fin, al cabo de algunos años, a España, fijó su residencia en Madrid. Tomó gran parte en los trabajos de organización y propaganda carlistas, secundando activa y eficazmente los planes de Cándido Nocedal y el Marqués de Cerralbo durante los años que fueron Delegados generales de Don Carlos en España, y a principios de 1893 fue ascendido a Teniente General.
También desempeñó durante muchos años el General Bérriz la Presidencia de la Junta Regional carlista de Castilla la Nueva y la del Círculo Tradicionalista de Madrid, así como la secretaría del Casino de Madrid, centro de los aristócratas de la sangre de la política y del dinero residentes en la Corte.
Su hijo único, José de Bérriz y de Ochoa, fue Oficial de Caballería y Ayudante de Campo de su padre durante la última guerra carlista, y falleció en su casa de Almunia de Doña Godino (Zaragoza) en marzo de 1892.